# Каль-Орко
Каль-Орко (исп. Cal Orcko; от кечуа «Кал Урку» (Cal Urqu), «известняковая гора») — палеонтологический памятник в Боливии. Объявлен природным палеонтологическим памятником Боливии с 30 октября 1998 года.
Месторождение было найдено в известняковом карьере цементного завода в 5 км от города Сукре, в департаменте Чукисака. Это самое крупное в мире скопление следов динозавров, в котором обнаружено от 5 до 10 тыс. следов, образующие 464 окаменевшие тропы по крайней мере 15 видов динозавров (по некоторым источникам — около 300) видов динозавров.
Открытие Каль-Орко внесло огромный вклад в историю и науку, раскрыв ранее неизвестные данные о конце мелового периода и начале кайнозоя (ранне третичный), примерно 68 млн лет назад. Оно свидетельствует о большом разнообразии динозавров лучше, чем где-либо в мире.

## Расположение

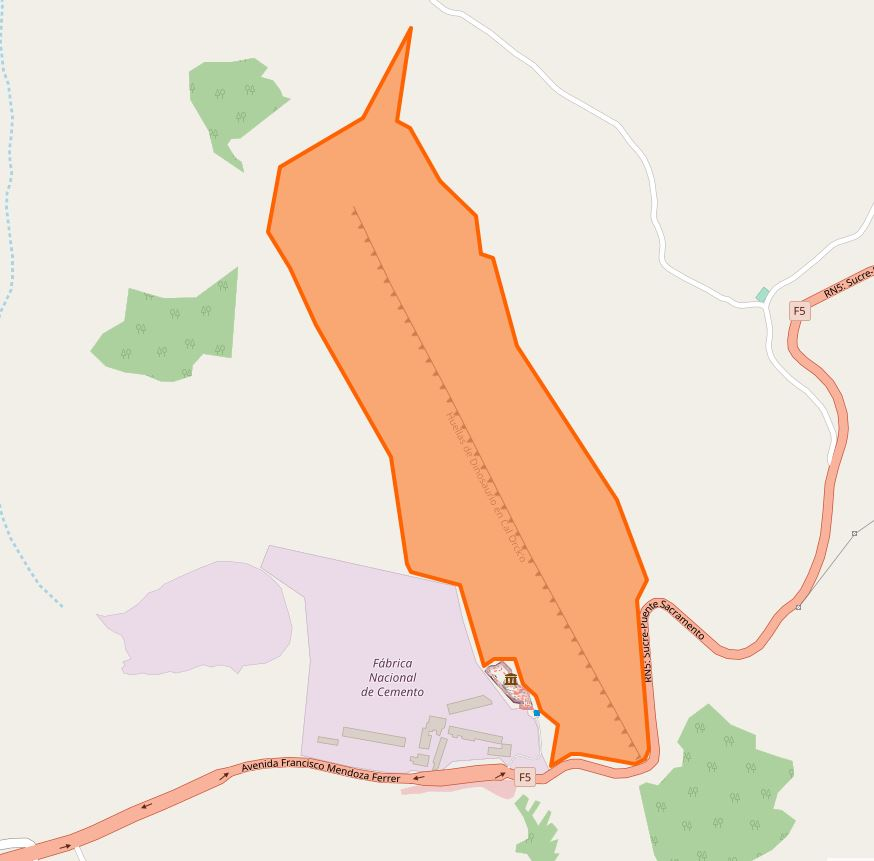
Схема Каль-Орко (оранжевый). В центре внизу видны цементный завод (розовый) и музей «Парк Мелового периода»

Каль-Орко расположен в 5 км к востоку от города Сукре. Огромное месторождение расположено на скале с уклоном 73°, высота скалы 80 м, длина 1200 м. На поверхности скалы (Скалы динозавров) сохранились окаменевшие следы различных видов динозавров позднего мелового периода.

## Формирование депозита
Регион, занимаемый Сукре, был частью огромного по площади, но мелкого, озера, доходившего до территории нынешней Аргентины. Со временем озеро пересохло и движение тектонических плит Анд вытолкнуло некоторые слои озера, которые поднялись и заняли своё современное почти вертикальное положение с наклоном 70°.
Каль-Орко является частью формации Эль-Молино, образованной в конце мелового периода и характеризующейся последовательностью прослоенных известняков, доломитов, мергелей и глин.

## История
Окаменелости впервые обнаружили рабочие известнякового карьера в 1985 году. В 1994—1998 годах группа палеонтологов из Боливии, Европы и Америки во главе с Мейером изучила и сертифицировала это место.
Рабочих уже давно поражали редкие следы, которые в 1994 году местный палеонтолог-любитель Клаус Педро Шютт идентифицировал как следы ящериц. Несмотря на это, долгое время ему не удавалось привлечь иностранных экспертов для посещения этого места. Позже один из видеороликов, сделанных Шюттом, попал в руки Кристиана Мейера, швейцарского исследователя, который лично знал все важнейшие месторождения окаменелых следов в мире от Канады до Сейшельских островов и Туркменистана. Кода эксперт по следам динозавров прибыл в Сукре, он был очарован увиденным. «Это было видение, от которого перехватило дыхание», — вспоминает он.

## Описание

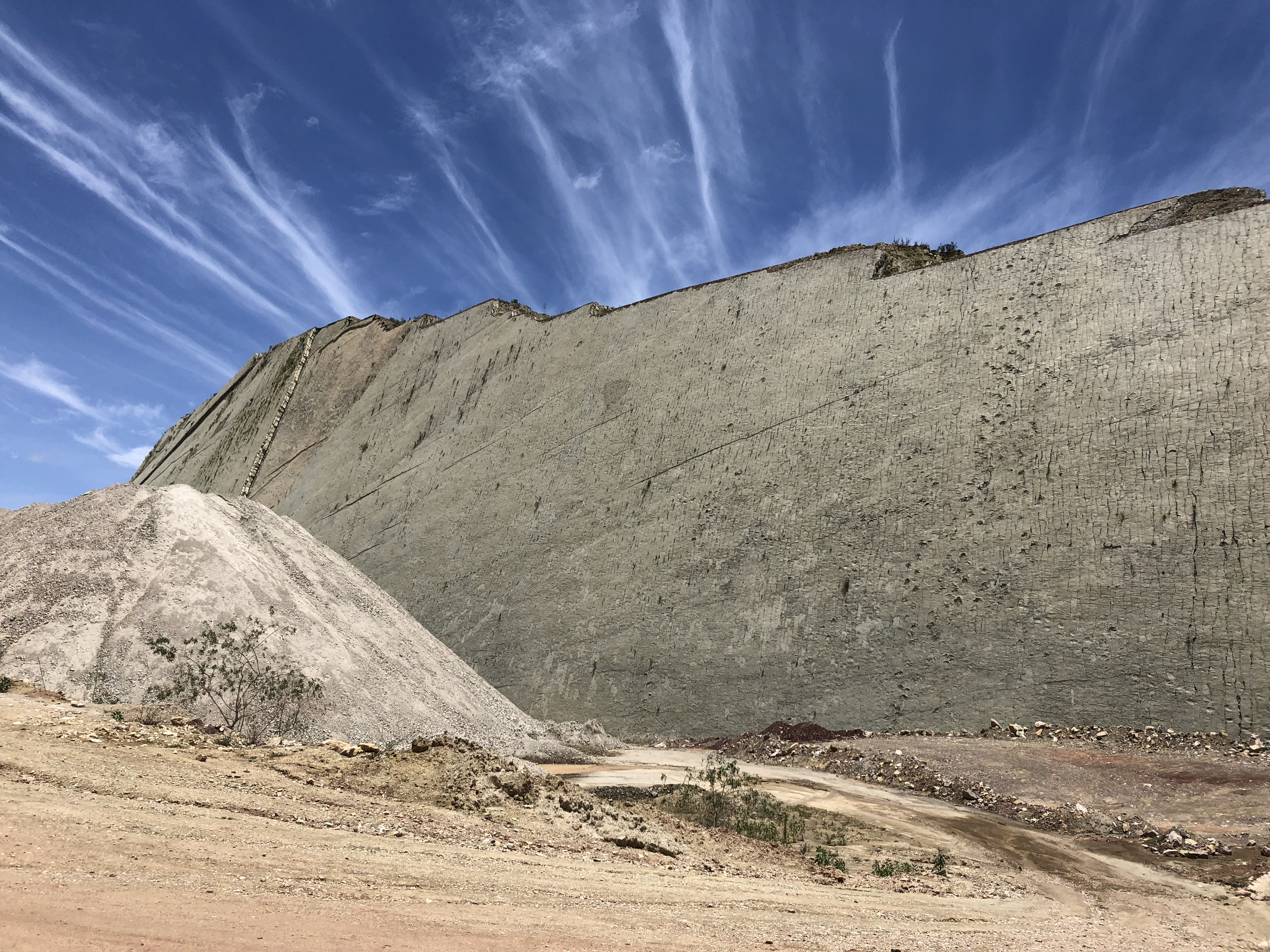
Скала с окаменевшими следами

Каль-Орко является уникальным местом по нескольким причинам. В первую очередь — это необычайные масштабы известняковой стены, которая по площади составляет более 25 тыс. м². В позднем меловом периоде около 68 млн лет назад Каль-Орко было огромным мелководным озером. В третичном периоде, когда образовался горный хребет Анд, тектонические движения привели древнее русло водоёма в вертикальное положение.
Кроме этого, в месторождении сохранилось до семи различных слоёв отпечатков и некоторые более глубокие слои появляются в результате поверхностной эрозии или из-за отпадения верхних слоёв, вызванного их полувертикальным положением, что обнажает новые слои. Некоторые следы складываются в затейливые узоры, что натолкнуло некоторых учёных на мысль назвать этот район «танцплощадкой динозавров»

### Следы

#### Анкилозавр

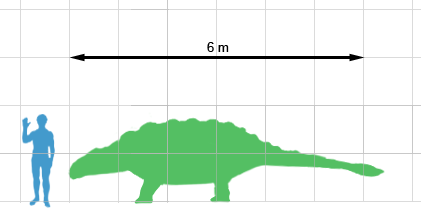
Анкилозавр.

В Каль-Орко были идентифицированы следы анкилозавра, растительноядного четвероногого животного, которого считали несуществующим в Южной Америке. Ранее учёные восстанавливали это животного похожим на неуклюжего гигантского броненосца массой около 8 тонн, однако исследования его следов показали, что анкилозавр был гораздо выше и стройней, чем считалось, с длинными ногами и обладал гораздо более лёгкой поступью.

#### Завроподы

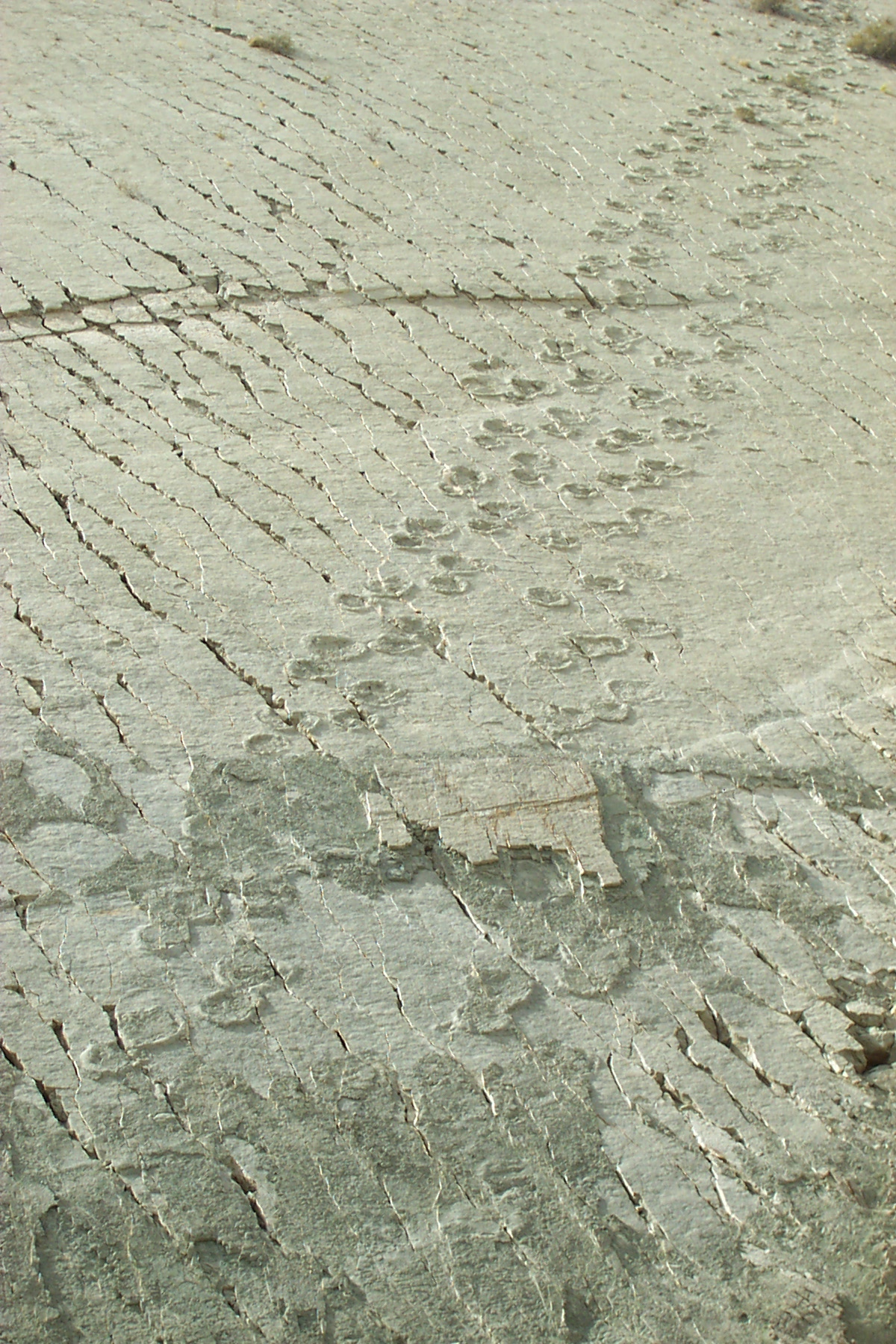
Следы титанозавров

В Каль-Орко были обнаружены следы растительноядных завропод, в том числе следы гигантских титанозавров высотой 25 м и с длиной следа 70 см. Было обнаружено, что, по крайней мере, молодые титанозавры передвигались в социальных группах.

#### Тероподы
На скалах Каль-Орко сохранились следы теропод, крупных хищников. Размер следа составил 35 см в диаметре, а прослеживаемая тропа сохранилась на участке длиной 550 м, самом длинном из найденных в мире.

#### Карнотавр

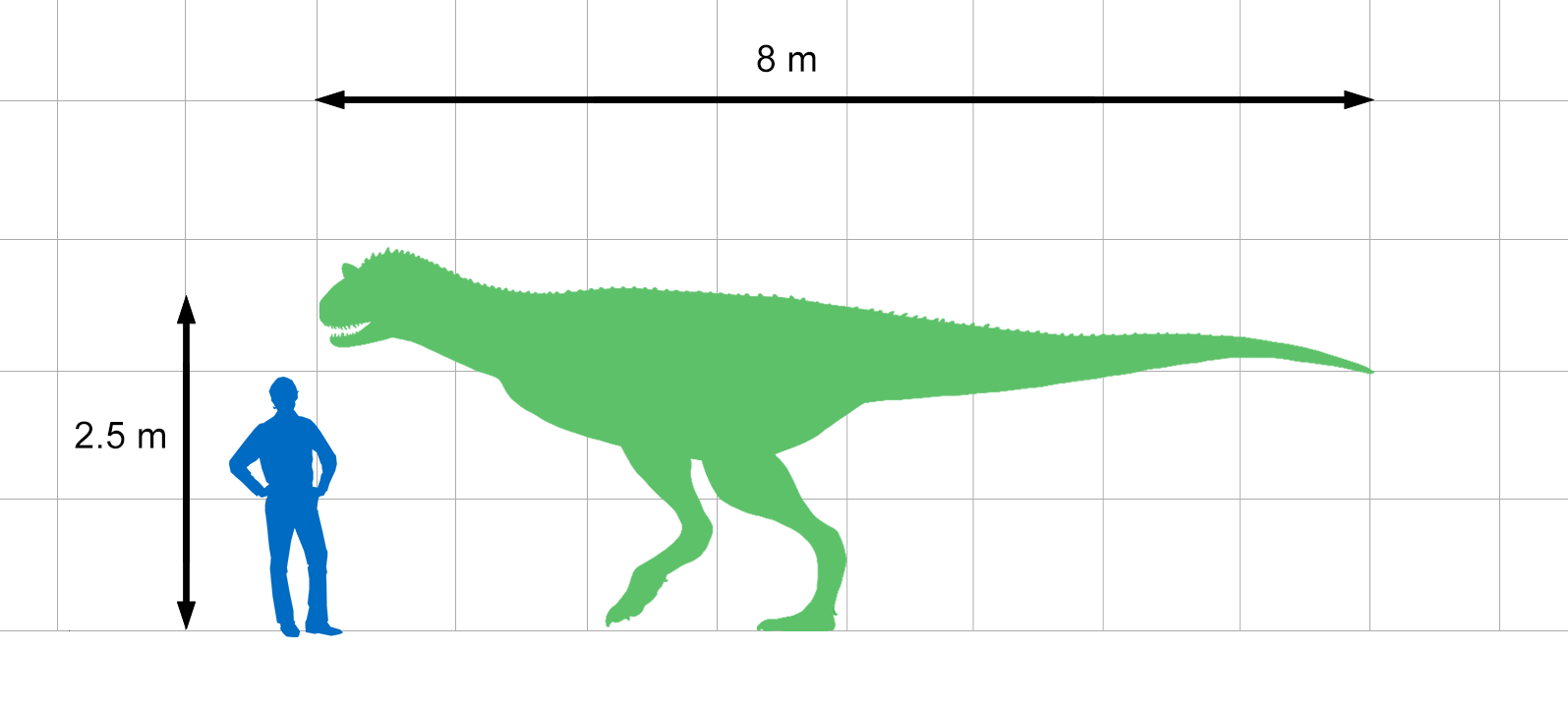
Карнотавр

Следы Carnotaurus sastrei, единственного вида из рода карнотавр, также были обнаружены на этом участке.

#### Тираннозавры
Здесь были обнаружены следы молодых тираннозавров. Один, в частности, принадлежащий очень молодому экземпляру, прозванному «Джонни Уокер», прошёл путь в 347 м, самый длинный из когда-либо обнаруженных для этого вида
.

#### Следы прочих видов
Также были обнаружены следы черепах, крокодилов, рыб и окаменелости водорослей из позднего мела, что позволило палеонтологам пополнить наши знания о фауне и флоре того времени. До обнаружения этой формации данных о том времени почти не было.

### Фоссилии
Кроме большого разнообразия следов, на этом месте также были найдены кости птерозавра.

## Значение находок
Благодаря особенностям участка Каль-Орко, полученные данные позволяют изучать социальные привычки динозавров того периода и установить закономерности группового перемещения, на следах могут быть видны только молодые особи и молодёжь в сопровождении взрослых того же вида. В связи с этим Мейер заявлял:
«Каль-Орко даёт редкое окно в картину разнообразия динозавров в Южной Америке и документирует их индивидуальное поведение, а также различные типы передвижения (например, хромота, остановка, поворот) и широкие вариации в скорости передвижения»
.
По проведённым исследованиям, в систематику были введены 2 новых вида ихнотаксонов: Calorko saurupis Sucrense и Sucre saurupis Bolivienses. В 2018 году новый ихновид Calorckosauripus lazari был соотнесён с титанозаврами.

## Парк мелового периода

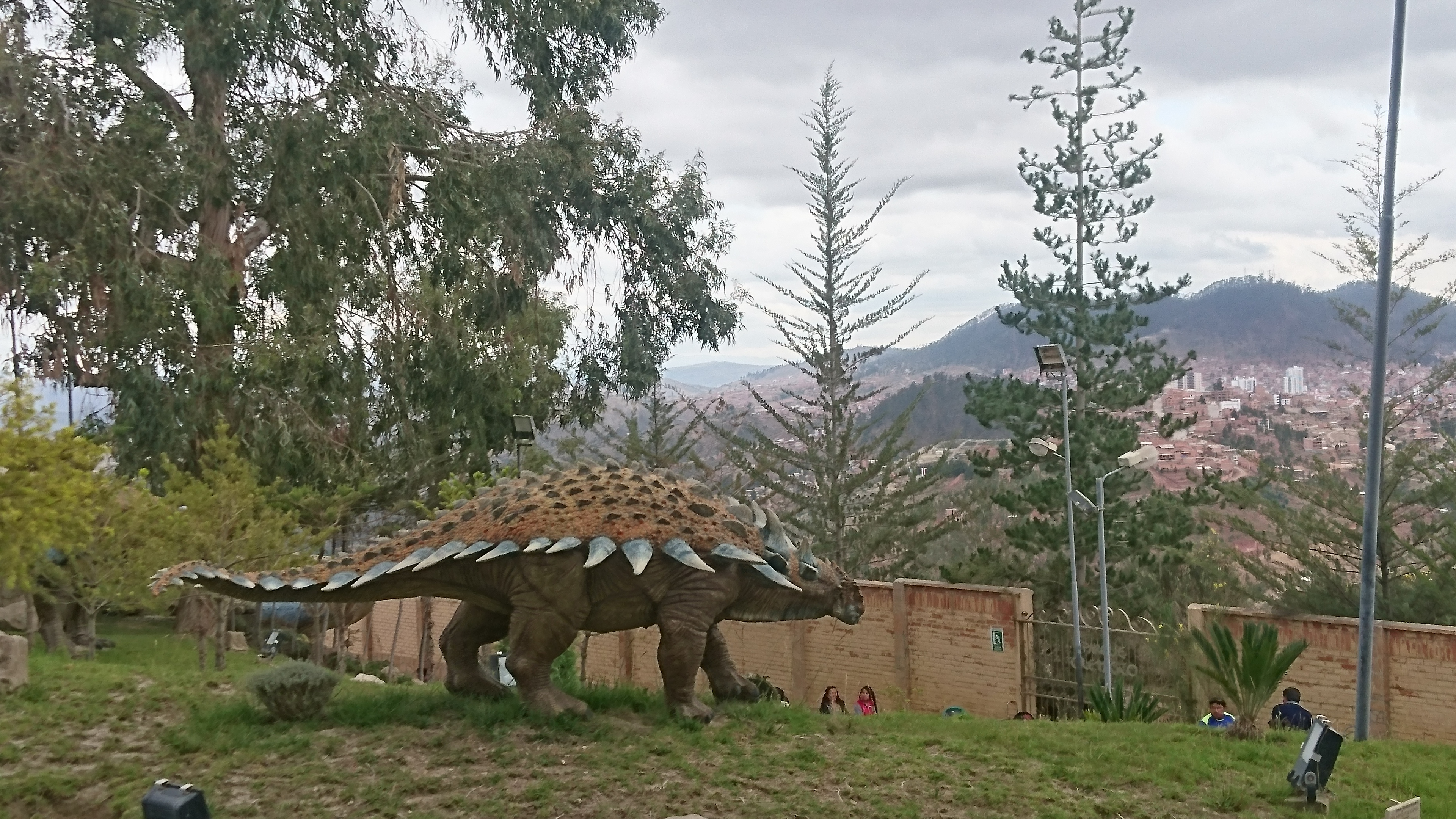
Анкилозавр в парке мелового периода

Для сохранения этого палеонтологического памятника в марте 2006 года был открыт музей «Парк мелового периода», рекреационная и образовательная зона, в которой есть точные копии различных видов динозавров, оставивших свои следы в Каль-Орко, а также аудиовизуальный музей, в котором посетители могут узнать предысторию парка. Создание парка стало возможным благодаря сотрудничеству частных спонсоров из IDB, FANCESA, SOBOCE, а также боливийских скульпторов. Парк стал одной из главных достопримечательностей города Сукре.
Прилегающая территория также часто является местом палеонтологических находок, таких как след Abelisaurus comahuensis, большого экземпляра со следами 1,2 м в диаметре, найденного в департаменте Чукисака.